# Палкински рејон
Палкински рејон (рус. Палкинский район) административно-територијална је јединица другог нивоа и општински рејон смештен на крајњем западу Псковске области, односно на западу европског дела Руске Федерације.
Административни центар рејона је варошица Палкино. Према проценама националне статистичке службе Русије за 2015, на територији рејона је живело 8.091 становника или у просеку око 8 ст/км².

## Географија
Палкински рејон смештен је на крајњем западу Псковске области. Обухвата територију површине 1.191,2 км², и по том параметру налази се на 21. месту међу 24 рејона у области. Граничи се са Печорским рејоном на северу и северозападу, на истоку су Псковски и Островски рејон, а на југу је Питаловски рејон. На југозападу је државна граница према Републици Летонији.
У рељефу Палкинског рејона издвајају се две целине. Благо заталасано подручје на западу са просечним надморским висинама од око 100 метара се идући ка истоку постепено спушта у ниска и местимично замочварена подручја Псковске низије. Замочварено земљиште чини око 5% површине рејона. Цели рејон се налази у сливном подручју реке Великаје (притока Псковског језера) која протиче кајњим истоком рејона у смеру југ-север. Најважније притоке Великаје на подручју рејона су Вјада, која је једним делом тока граница према Островском рејону, са својим најзначајнијим притокама на овом подручју: Опочном, Ворожом и Лијепном, те Кудеб који тече централним делом рејона. Главне реке на овом подручју се одликују доста високим и стрмим обалама (висине до 15–20 м).
Језера нису бројна и ледничког су порекла, а највеће међу њима је Белаја Струга са површином акваторије од 5,5 км² и максималном дубином од 6,7 метара.

## Историја
Палкински рејон је званично успостављен 1. августа 1927. године као део Псковског округа тада Лењинградске области. Привремено је био распуштен од септембра 1931. до марта 1935. када је поново успостављен. У том периоду његова територија је била припојена териоторији суседног Островског рејона. У границама садашње Псковске области је од њеног оснивања 23. августа 1944. године. Поново је био расформиран 1961, а затим опет успостављен 1966. године.

## Демографија и административна подела
Према подацима са пописа становништва из 2010. на територији рејона је живело укупно 8.826 становника, док је према процени из 2015. ту живело 8.091 становника, или у просеку 8 ст/км². По броју становника Палкински рејон се налази на 22. месту у области.
| 1959.  | 1970.  | 1979.  | 1989.  | 2002.  | 2010. | 2015.  |
| ------ | ------ | ------ | ------ | ------ | ----- | ------ |
| 25.093 | 17.632 | 13.708 | 12.406 | 10.520 | 8.826 | 8.091* |

Напомена:* Према процени националне статистичке службе. 
Према подацима са пописа из 2010. на подручју рејона постоји укупно 375 села (од којих је њих 90 било без становништва, а у 117 села је живело мање од 5 становника) међусобно подељених у5 трећестепених општина (једну градску и четири сеоске). Једино градско насеље у рејону је варошица Палкино, административни центар рејона у којем живи око трећина од укупне рејонске популације.